# Sure 4:34
Sure 4:34 ist ein Koranvers in Sure 4, genannt النساء / an-nisāʾ / ‚Die Frauen‘, der in der traditionellen islamischen Koranexegese konform mit einem patriarchalen Weltbild als Beleg für die Überlegenheit des Mannes gegenüber der Frau insbesondere in der Ehe betrachtet wird. Spätestens seit dem Ende des 20. Jahrhunderts jedoch versuchen vor allem weibliche Exegeten dem Vers eine alternative zeitgemäße Deutung im Rahmen einer geschlechtergerechten Koraninterpretation zu geben.
Die Auslegungen konzentrieren sich vor allem auf drei Fragen, die aus dem Vers hervorgehen: Wird dem Mann eine absolute Vorrangstellung gegenüber der Frau aufgrund göttlicher Bevorzugung gegeben, was bedeutet weiblicher nušūz, der vom Mann sanktioniert werden soll, und wie ist der Imperativ wa-ḍribū-hunna, zumeist übersetzt als „schlagt sie“, zu verstehen?
Da vor allem der zweite Teil des Verses Anweisungen beinhaltet, wird er neben der Kommentarliteratur auch in der islamischen Jurisprudenz diskutiert und als Grundlage für Rechtsurteile herangezogen.

## Deutsche Übersetzungen und arabischer Wortlaut
In der deutschen Koranübersetzung von Rudi Paret, die sich an der traditionellen Exegese orientiert, lautet der Vers wie folgt (die arabischen Schlüsselbegriffe sind an den entsprechenden Stellen hinzugefügt):

„Die Männer stehen über den Frauen (ar-riǧālu qauwāmūn ʿalā n-nisāʾ), weil Gott sie (von Natur aus vor diesen) ausgezeichnet hat (bi-mā faḍḍala llāhu baʿḍahum ʿalā baʿḍin) und wegen der Ausgaben, die sie von ihrem Vermögen (als Morgengabe für die Frauen?) gemacht haben. Und die rechtschaffenen Frauen (fa-ṣ-ṣāliḥātu) sind (Gott) demütig ergeben (qānitātun) und geben acht auf das, was (den Außenstehenden) verborgen ist, weil Gott (darauf) acht gibt (d.h. weil Gott darum besorgt ist, dass es nicht an die Öffentlichkeit kommt). Und wenn ihr fürchtet (wa-llātī taḫāfūna), dass (irgendwelche) Frauen sich auflehnen (nušūzahunna), dann vermahnt sie (fa-ʿiẓūhunna), meidet sie im Ehebett (wa-hǧurūhunna fi l-maḍāǧiʿi) und schlagt sie (wa-ḍribū-hunna)! Wenn sie euch (daraufhin wieder) gehorchen (fa-ʾin ʾaṭaʿnakum), dann unternehmt (weiter) nichts gegen sie! Gott ist erhaben und groß.“

Hartmut Bobzin übersetzt den Vers etwas anders, was sich besonders beim ersten Ausdruck bemerkbar macht:

„Die Männer stehen für die Frauen ein (ar-riǧālu qauwāmūn ʿalā n-nisāʾ), deshalb, weil Gott den einen von ihnen den Vorzug vor den anderen gewährte (bi-mā faḍḍala llāhu baʿḍahum ʿalā baʿḍin) und weil sie etwas von ihrem Vermögen aufgewendet haben. Die frommen Frauen (fa-ṣ-ṣāliḥātu) sind demütig ergeben (qānitātun), hüten das Verborgene, weil auch Gott es hütet. Die aber, deren Widerspenstigkeit (nušūzahunna) ihr befürchtet (wa-llātī taḫāfūna), die ermahnt (fa-ʿiẓūhunna), haltet euch fern von ihnen auf dem Lager (wa-hǧurūhunna fi l-maḍāǧiʿi), und schlagt sie (wa-ḍribū-hunna). Wenn sie euch gehorchen (fa-ʾin ʾaṭaʿnakum), dann unternehmt nichts weiter gegen sie. Gott ist hoch erhaben und groß.“

Der arabische Wortlaut des Verses kann hier eingesehen werden.

## Traditionelle Auslegung
Die traditionelle islamische Auslegung von 4:34 basiert hauptsächlich auf den Deutungen vormoderner Exegeten, die zahlreiche Gelehrte bis heute beeinflussen. Diese Interpretationen des Verses entstanden in einer weitgehend patriarchalen Gesellschaft, in der Hierarchien als normal und sogar notwendig angesehen wurden. In der Ehe wurden die Verantwortung und Autorität grundsätzlich dem Mann übertragen, von dem im Gegenzug eine gerechte Einsetzung seiner Macht erwartet wurde. Aus diesem Grund sahen die frühesten Exegeten den Vers als Bestätigung der gottgewollten Überlegenheit und Autorität des Mannes, die ihn auch – wenn nötig – zur Disziplinierung seiner Frau befugte. Sie konzentrierten sich in Bezug auf diesen Punkt weniger auf die Frage, ob der Mann seine Frau züchtigen dürfe, sondern darauf, wann und in welcher Form das rechtmäßig sei. Schon bei den frühesten Exegeten findet sich ein Hadith über den Offenbarungsanlass für diesen Vers. Demnach wurde der Vers geoffenbart, als ein Mann seine Frau ohrfeigte, die Sache vor den Propheten Muhammad gebracht wurde und dieser daraufhin als Schiedsrichter bei dem Mann das Gesetz der Wiedervergeltung vollstrecken wollte. Daraufhin sei der Koranvers offenbart worden. In einigen Versionen dieses Hadith wird noch die Mitteilung ergänzt, dass der Prophet die Offenbarung des Verses mit den folgenden Worten kommentierte: „Ich wollte eine Sache, und Gott wollte eine andere.“ Diese Überlieferung wurde mit der Hinzufügung weiterer Details und in abgeänderten Formen auch in die meisten späteren Korankommentare aufgenommen.

### Die Auslegung von at-Tabarī
Die Kommentare at-Tabarīs konzentrieren sich vor allem auf die Analyse von drei Schlüsselbegriffen: qauwāmūn, nušūz und ḍaraba. At-Tabarī deutet den Begriff qauwāmūn als Vormundschaft des Mannes, die er auf die Ehebeziehung beschränkt. Diese Vormundschaft ist für ihn jedoch keine wesenhafte Qualität aller Männer, sondern leitet sich von der Pflicht des Mannes gegenüber seiner Ehefrau ab, ihr die Brautgabe zu zahlen und sie finanziell zu versorgen, was der Exeget auch als die im Vers genannte Bevorzugung (tafḍīl) interpretiert. Im Gegenzug dazu sei die Frau verpflichtet, sexuell verfügbar zu sein und ihrem Mann zu gehorchen, „in allem, was Gott ihr befohlen hat.“ Somit schränkt at-Tabarī im Gegensatz zu einigen anderen Gelehrten die Gehorsamspflicht der Frau ein und macht auch keine Aussage darüber, ob sich der Gehorsam der im Vers beschriebenen „rechtschaffenen Frauen“ (ṣāliḥāt) auf Gott oder ihren Mann beziehen soll. Als Ungehorsam (nušūz) versteht er vor allem die sexuelle Verweigerung der Frau, in deren Folge der Mann zu den im Vers genannten Maßnahmen greifen könne. Besonders seine Auslegung des Ausdrucks wa-hǧurūhunna fi l-maḍāǧiʿi, was von den anderen Kommentatoren mehrheitlich als „im Ehebett meiden“ verstanden wurde, stellt eine Einzelmeinung dar, die von späteren Exegeten teils stark kritisiert wurde. Anhand einer sprachlichen Begründung kommt at-Tabarī zu dem Ergebnis, dass mit diesem Ausdruck das Fesseln der Frau an ihr Bett gemeint sei. Die dritte Maßnahme, ḍaraba, die für ihn wie für alle vormodernen Exegeten „schlagen“ bedeutet, müsse „schmerzlos“ (ġair mubarriḥ) erfolgen und dürfe keine Spuren hinterlassen. Hierfür empfiehlt er die Verwendung eines Miswāks zum Schlagen.

### Die Auslegung von az-Zamachscharī
Az-Zamachscharī, der rund 200 Jahre nach at-Tabarī lebte, vergleicht bei seiner Auslegung von Sure 4:34 die Ehe mit einem Staat: So wie jeder Staat eine gute Führung brauche, benötige auch jede funktionierende Familie ein Oberhaupt. Als qauwāmūn seien alle Männer in einer Position von Herrschaft und Macht über alle Frauen, da sie von Gott ausgezeichnet seien. Diese Bevorzugung (faḍīla) begründe sich in zahlreichen Tugenden wie Verstand (ʿaql) und Kraft (qūwa), religiösen Ämtern wie Prophetie und Imamat, rechtlichen Vorteilen wie Polygynie und Scheidungsrecht sowie dem Tragen von Turban und eines Barts. Die umfassende Gehorsamspflicht (qunūt) der Frau beziehe sich auf Gott und ihren Mann. Das Schlagen (ḍaraba) als Maßnahme gegen ihren Ungehorsam (nušūz) müsse nicht-schmerzend (ġair mubarriḥ) sein und dürfe nicht das Gesicht treffen. Az-Zamachscharī zitiert in diesem Zusammenhang auch einen Hadith, in dem dem Mann empfohlen wird, seine Peitsche so im Haus aufzuhängen, dass die Gattin sie sieht. Laut Marin kann man daraus schließen, dass hier die Androhung von Gewalt dem tatsächlichen Schlagen vorgezogen wird.

### Die Auslegung von Fachr ad-Dīn ar-Rāzī
Fachr ad-Dīn ar-Rāzī deutet den Vers als eine Antwort auf die Frage einiger Frauen zur Zeit des Propheten, warum Männer einen größeren Anteil am Erbe bekämen. Seiner Meinung nach sind Männer und Frauen in Bezug auf finanzielle Angelegenheiten grundsätzlich gleich. Dass Männer ein Anrecht darauf hätten, mehr zu erben, sei deswegen gerechtfertigt, weil sie als qauwāmūn den Frauen die Brautgabe und Unterhalt zahlen und sie beschützen müssten. Die größere Verantwortung rechtfertige also den größeren Anspruch. Die Bevorzugung (tafḍīl) der Männer begründet er ähnlich wie az-Zamachscharī durch eine Auflistung physischer, sozialer und religiöser Faktoren sowie die Tatsache, dass Männer finanziell für ihre Frauen aufkämen. Im Gegenzug dazu seien rechtschaffene Frauen (ṣāliḥāt) verpflichtet, ihren Männern in ihrer Anwesenheit zu gehorchen (qānitāt) und im Falle ihrer Abwesenheit ihre Scham und ihr Vermögen zu beschützen (ḥāfiẓāt). Falls eine Frau beginne, aufsässig zu reden oder zu handeln (nušūz), könne ihr Mann sie verwarnen und sie im Ehebett meiden. In Bezug auf das Schlagen (ḍaraba) zitiert ar-Rāzī die Meinung von asch-Schāfiʿī: Es sei besser, die Frauen nicht zu schlagen, falls es jedoch soweit komme, sollte ihr Gesicht gemieden und nicht mehrmals auf dieselbe Stelle geschlagen werden. Andere Gelehrte empfahlen nicht mehr als 20 Schläge und die Verwendung eines gefalteten Tuchs. Ar-Rāzī besteht darauf, in dieser Sache so sanft vorzugehen, wie möglich, und schlussfolgert, dass man sich in Anbetracht der Reihenfolge der im Vers genannten Maßnahmen mit dem Einfachsten begnügen sollte.

### Gemeinsamkeiten und Unterschiede in der traditionellen Auslegung
Ein Blick in weitere vormoderne und spätere traditionelle Auslegungen von 4:34 zeigt, dass es zu fast jeder Aussage im Vers verschiedene Deutungsmöglichkeiten gibt. Grundsätzlich verstehen die Exegeten die qiwāma, ein Konzept, das von dem koranischen Ausdruck qauwāmūn abgeleitet ist, als Vorrangstellung und Autorität des Mannes über die Frau. Für einen Teil der Exegeten bildet diese die Grundlage für jegliche Beziehung zwischen Männern und Frauen, für andere beschränkt sie sich auf die Ehebeziehung. Die qiwāma geht mit verschiedenen Verpflichtungen einher: So ist der Mann zuständig für die finanzielle Versorgung seiner Frau, aber auch für ihre moralische und religiöse Erziehung und Entfaltung (taʾdīb). Was jedoch passiert, wenn der Mann seinen Verpflichtungen nicht nachkommt, wird in der Kommentarliteratur so gut wie gar nicht behandelt.
Die Bevorzugung (tafḍīl) wird mehrheitlich als Überlegenheit des Mannes gelesen, die teilweise sehr kreativ begründet wird. Hier greifen die Gelehrten neben religiösen Referenzen auch auf in ihrer Gesellschaft anerkannte Werte, die sie als „objektive Wahrheit“ präsentieren, und sogar auf „evolutionär biologistische“ Argumentationen zurück. Rechtschaffene Frauen (ṣāliḥāt) werden als gehorsam gegenüber ihrem Mann und/oder Gott dargestellt. Ab einer gewissen Zeit wird der Gehorsam der Frau gegenüber Gott und somit ihre Religiosität sogar direkt mit ihrem Gehorsam gegenüber ihrem Ehemann in Verbindung gesetzt. Die Exegeten sind sich nicht einig, ob sich dieser Gehorsam auf bestimmte Bereiche beschränkt, oder uneingeschränkt gelten muss.
Der Ungehorsam oder die Aufsässigkeit der Frau (nušūz) wird vor allem mit sexueller Verweigerung in Verbindung gebracht, die Definition variiert jedoch je nach dem Verständnis des vorher erwähnten Gehorsams. Darüber hinaus haben die Kommentatoren auch verschiedene Meinungen darüber, ob es ausreicht, wenn der Mann befürchtet (ḫauf), dass seine Frau ungehorsam ist, oder ob er Beweise dafür haben muss. Worüber sich die Gelehrten jedoch einig sind, ist das Recht der Ehemänner, ihre Frauen in so einem Fall zu disziplinieren. Ob die im Vers hierfür vorgeschlagenen Maßnahmen als Befehle oder Empfehlungen zu verstehen sind und ob sie der Reihenfolge nach oder nach Ermessen des Ehemannes angewendet werden können, variiert ebenfalls in den Kommentaren. Fa-ʿiẓūhunna wird einheitlich als verbale Verwarnung gesehen, zu deren Inhalt einige der Gelehrten Vorschläge machen. Wa-hǧurūhunna fi l-maḍāǧiʿi wird von der überwiegenden Mehrheit als sexuelle Enthaltung des Mannes gedeutet, wobei sich die Exegeten nicht einig sind, ob der Mann auch das Bett beziehungsweise das Schlafzimmer verlassen solle. Diese Deutung stellt gleichzeitig ein Paradox dar, weil es schwer zu begründen ist, wie die sexuelle Enthaltung des Mannes zur Lösung des Konflikts beitragen soll, wenn der nušūz der Frau als sexuelle Verweigerung verstanden wird. Die letzte im Vers genannte Maßnahme, ḍaraba, wird allgemein als „schlagen“ verstanden. Die Exegeten bemühen sich jedoch, diese Handlung so weit wie möglich abzuschwächen und einzugrenzen und empfehlen in einigen Fällen, ganz davon abzusehen. Es wird auch darauf hingewiesen, dass es verboten sei, die eigene Frau zu schlagen, wenn sie gehorsam ist.
Der Einfluss der traditionellen Auslegung zeigt sich heute beispielsweise daran, dass ʿAbd al-ʿAzīz Āl asch-Schaich, stellvertretender Justizminister in Saudi-Arabien und Oberhaupt der Religionspolizei des Landes, aus 4:34 ableitet, dass Frauen einer totalen Kontrolle unterstellt werden müssen. Alles andere sei ein „Verbrechen gegen den Islam“.

## Moderne Auslegung
Die Werke der vormodernen Exegeten waren in erster Linie nicht für die breite Öffentlichkeit gedacht und durch das patriarchale Weltbild geprägt, das in ihrer Gesellschaft weitgehend anerkannt war. Aus diesem Grund gibt es unter diesen Kommentaren keine grundlegenden Unterschiede im Verständnis der Hierarchie und Rollenverteilung in der Ehe. In der Gegenwart ist der Zugang zu Informationen einfacher und Bildung hat sich zu einem Allgemeingut entwickelt, weshalb sich viel mehr Personen – Experten sowie Laien – an der Diskussion zu diesem Vers beteiligen. Darüber hinaus änderte sich das Bild einer perfekten Ehe vor allem in der westlichen aber auch Teilen der muslimischen Gesellschaft, in der nun Konzepte wie Komplementarität und Partnerschaft auf gleicher Augenhöhe eine wichtige Rolle spielten. All diese Entwicklungen führten dazu, dass postmoderne Exegeten, die nicht mehr alle dasselbe Weltbild vertraten, zu teils grundlegend anderen Deutungen von Sure 4:34 gelangten. Die Kommentatoren, die sich unterschiedlich stark von den vormodernen Kommentaren und der patriarchalen Tradition lösten, waren überzeugt, dass man den Korantext auch geschlechtergerecht auslegen könne.

### Die Auslegung von ʿAbduh und Ridā
Muhammad ʿAbduh und Raschīd Ridā beschreiben in ihrem Tafsīr al-manār aus dem frühen 20. Jahrhundert das für sie perfekte natürliche System (niẓām al-fiṭra), in dem die Frau dem Körper und der Mann dem Kopf gleicht. Männer hätten die notwendigen natürlichen Anlagen wie einen reifen Charakter sowie überlegene intellektuelle Kapazitäten und entwickelten im Laufe der Menschheitsgeschichte kaufmännische und wirtschaftliche Fähigkeiten, die sie zu einer Vorrangstellung (riyāsa) gegenüber den Frauen berechtigen würden. Die natürliche Rolle (waẓīfa fiṭrīya) der Frau bestehe in diesem System aus Schwangerschaft, Geburt und Kindererziehung. Die Überlegenheit der Männer gegenüber den Frauen beziehe sich indessen nur auf die Geschlechter allgemein, nicht auf die Individuen, denn es gebe viele einzelne Frauen, die ihren Ehemännern in Wissen, Körperbau und Fähigkeit zur Erwerbstätigkeit überlegen seien. Dennoch hätte der Mann Vorzüge, zu denen die Autoren auch die Schönheit der Männer zählen, die sich in Schnäuzern und Bärten manifestiere. Sie erwähnen auch die von früheren Exegeten aufgezählten Vorzüge wie Prophetie und Imamat, sehen in ihr jedoch nicht den Grund für die qiwāma (Vormundschaft).
Wenn sich eine Frau gegen ihren Mann stellt (nušūz), bedeute dies auch gleichzeitig einen Verstoß gegen das natürliche System. Es müsse jedoch berücksichtigt werden, warum die Frau so handelt. Um die Ordnung wiederherzustellen, könne der Mann zu den im Vers genannten Maßnahmen greifen. Hier deuten Abduh und Rida den Ausdruck wa-hǧurūhunna fi l-maḍāǧiʿi als sexuelle Enthaltung des Mannes, aber nicht als Verlassen des Ehebetts, da die körperliche Nähe im Bett zu einer Versöhnung beitragen könne. In Bezug auf ḍaraba schreiben sie einerseits, dass das Schlagen unter bestimmten Umständen eine sinnvolle Maßnahme sei, um Chaos zu verhindern, können es aber letztendlich nicht mit der Intimität einer Ehebeziehung vereinbaren. In diesem Kontext zitieren sie auch das eine Aussage des Propheten: „Schämt sich nicht einer von euch, dass er am Anfang des Tages seine Ehefrau, wie man den Sklaven schlägt, und dann am Ende des Tages mit ihr schläft?“

### Fatima Mernissi
Schon in den 1980er Jahren beschäftigte sich die marokkanische Frauenrechtlerin Fatima Mernissi mit diesem Vers. Sie beschrieb die Gesellschaft in Medina zur Zeit des Propheten, in der Gewalt gegen Frauen keine Ausnahme gewesen sei, auch wenn das Ausmaß je nach sozialem Stand der Frau variierte. In diesem Zusammenhang bildeten sich zwei Haltungen heraus: Auf der einen Seite stünde der Prophet, der selbst nie die Hand gegen eine seiner Frauen erhoben hätte und Gewalt gegen Frauen ablehnte, und auf der anderen ʿUmar ibn al-Chattāb, der eine Erlaubnis für das Schlagen der eigenen Ehefrau(en) erhalten wollte. Letztendlich habe der Prophet das Schlagen erlaubt, aber darauf verwiesen, dass „nur die Schlechtesten unter euch“ das tun würden. Mernissi gibt darüber hinaus keine eigene Deutung des ganzen Verses, sondern kommentiert vor allem die Auslegung von at-Tabarī und betont, dass es schwer sei, diesen Vers auszulegen.

### Die Auslegung von Amina Wadud
Die amerikanisch-muslimische Frauenrechtlerin Amina Wadud kritisiert die Wort-für-Wort- oder Vers-für-Vers-Kommentare der vormodernen Exegeten und behauptet, dass diese die Gesamtheit des Korantextes und den historischen Kontext der Offenbarung vernachlässigen würden. Darüber hinaus stellt sie fest, dass diese Korankommentare ausschließlich von Männern geschrieben wurden und möchte selbst eine weibliche Deutung schaffen. Ihrer Meinung nach schreibt der Koran weder Männern noch Frauen wesenhafte Eigenschaften zu und gibt auch keine festgelegten Rollen für die Geschlechter vor. Als Unterscheidungsmerkmal wird lediglich die Gottesfurcht (taqwā) genannt.
In Bezug auf 4:34 schreibt sie, dass ein Mann nur ein qauwām sein könne, wenn er zwei Bedingungen erfüllt: Er müsse über die göttliche Bevorzugung (tafḍīl) verfügen und finanziell für seine Frau aufkommen. Den Vorzug verbindet sie mit dem in Vers 7 derselben Sure genannten größeren Erbanteil der Männer, der keine wesenhafte Eigenschaft darstelle und nicht absolut gelte. Da die Frau imstande sei, Kinder zu bekommen, solle der Mann als qauwām die dafür notwendigen Grundlagen schaffen und sie so entlasten. Auch die neue Koranübersetzung von Hartmut Bobzin greift diese Interpretation des Verses auf. Hier wird der betreffende Passus mit: „Die Männer stehen für die Frauen ein“ übersetzt. Dieses Verständnis der qiwāma soll Wadud nach auf die ganze Gesellschaft ausgeweitet werden und neben finanziellen auch spirituelle, moralische und psychische Dimensionen umfassen. Qunūt sei eine Eigenschaft von gläubigen Frauen und Männern, die miteinander kooperieren und Gott gehorchen. Das Wort werde im Koran nicht in Bezug auf den Gehorsam zwischen Geschöpfen verwendet, weshalb er in 4:34 auch nicht den Gehorsam der Frau gegenüber ihrem Mann bezeichnen könne. Für diese Art von Gehorsam werde das Wort ṭāʿa verwendet, das im letzten Teil des Verses vorkommt (fa-in aṭaʿnakum). Diese letzte Aussage sieht die Autorin hier nicht als Befehl an die Frauen, sondern als eine Beschreibung der Ehebeziehung zur Zeit der Offenbarung, in der der Gehorsam der Frau gegenüber ihrem Mann als ein natürlicher Bestandteil der Ehe gesehen wurde.
Den nušūz versteht sie so wie auch Sayyid Qutb vor ihr als Störung des ehelichen Friedens vonseiten des Mannes (4:128) oder der Frau. Die im zweiten Teil des Verses genannten Maßnahmen sollen dazu dienen, diesen Frieden wiederherzustellen. Die verbale Verwarnung stellt sie als die einzig vom Koran befürwortete und primäre Maßnahme dar, die im Falle des männlichen und weiblichen nušūz angewendet werden solle. Das Trennen des Ehebetts gäbe beiden Partnern Zeit, über das Problem nachzudenken, und könne so auch zu einer Lösung beitragen, oder als Vorstufe einer endgültigen Trennung fungieren. Laut Wadud sollten diese beiden Maßnahmen im Idealfall zu einer Lösung des Problems führen. In Bezug auf ḍaraba schreibt sie, dass das Wort im Koran auch als „ein Beispiel geben“ verwendet werde. Letztendlich versteht sie es aber wie die vormodernen Exegeten als „leichtes“ Schlagen, das dazu diente, die exzessive und teils willkürliche Gewalt gegen Frauen, die zur Zeit der Offenbarung geläufig gewesen sei, einzudämmen. In einem späteren Werk ändert sie jedoch ihre Ansicht in Bezug auf ḍaraba und lehnt jegliche wörtliche Auslegung des Ausdrucks ab.

### Die Auslegung von Asma Barlas
Die Islamwissenschaftlerin Asma Barlas übernimmt viele Argumente von Amina Wadud, konzentriert sich aber besonders auf die These, dass das patriarchale Weltbild traditioneller Exegeten zu einer patriarchalen Deutung des Korans geführt hätte. Den Begriff der qiwāma deutet sie als finanzielle Versorgung und nicht als Verwaltung, Schutz oder Herrschaft des Mannes. Da heutzutage jedoch auch Frauen Geld verdienen würden, sei die Funktion des Mannes als qauwām in diesem Fall außer Kraft gesetzt. Unterschiedliche koranische Regelungen für Frauen und Männer wie zum Beispiel in Bezug auf die Scheidung sieht sie nicht als Ungerechtigkeit, da sie sich nicht in wesenhaften Unterschieden begründen würden, sondern als eine Reflexion der damals bestehenden Arbeitsteilung in einer patriarchalen Gesellschaft. Der Koran vertrete nirgends die Ansicht, dass Männer aufgrund ihrer Intelligenz, ihres Verstands oder ihrer Tugend überlegen sind oder dass sie das Oberhaupt eines Haushalts sein müssen. Stattdessen werde zur Lösung der Probleme in der Familie und der Gesellschaft eine gemeinsame Beratung (šūrā) empfohlen. Da der Koran das biologische Geschlecht nicht mit bestimmten vorgegebenen Vorstellungen verbinde, könne man auch keine Hierarchie daraus ableiten, die gleichzeitig dem Konzept des freien Willens widerspräche.
Um den Koran frei von einer patriarchalen Denkweise zu lesen und zu deuten, müsse man die Kongruenz zwischen Gott, der sich selbst als nicht-patriarchalisch darstelle, und Seinem Wort, herstellen. Der Gehorsam in 4:34 könne sich laut Barlas nur auf Gott allein beziehen. In Bezug auf ḍaraba folgt sie einerseits Waduds Argumentation, dass der Vers Gewalt gegen Frauen in der Gesellschaft zur Zeit des Propheten extrem einschränkte und schreibt andererseits, dass Schlagen im Widerspruch zu den in anderen Koranversen beschriebenen Grundlagen einer Ehe wie beispielsweise Liebe und Barmherzigkeit (30:21) stehe. Sie untersucht andere Wortbedeutungen von ḍaraba und versucht herauszufinden, warum „schlagen“ bevorzugt wurde. Hierbei kommt sie zu dem Schluss, dass sich „Beschränkung“ (confinement), also die Einschränkung der Frau beim Verlassen des Hauses, als beste Deutung für diesen Ausdruck eignet.

### Gemeinsamkeiten und Unterschiede in der modernen Auslegung
Die Deutungen dieser drei und weiterer moderner Kommentatoren zeigen, dass der Begriff der qiwāma nicht mehr mit der Autorität des Mannes, sondern vor allem mit seiner Verpflichtung zur Versorgung seiner Frau in Verbindung gebracht wird. Wenn der Mann nicht der alleinige Geldverdiener ist, erlischt dieser Meinung nach auch seine Funktion als qauwām. Die Auslegung von nušūz als Ungehorsam oder Aufsässigkeit der Frau gegen ihren Mann wird strikt abgelehnt, da sie die Gesamtheit des koranischen Textes vernachlässige. Derselbe Begriff wird in der Sure auch für den Mann verwendet (4:128), von den vormodernen Exegeten jedoch zum Großteil anders als der nušūz der Frau verstanden. Da der Begriff nušūz im Koran für beide Geschlechter verwendet werde, könne man ihn nicht mit „Ungehorsam“ übersetzen, weil dies eine Hierarchie der Geschlechter impliziere, die sich aus dem koranischen Text nicht ergebe. Nušūz müsse in 4:34 und 4:128 als sexuelles Interesse an einer anderen Person oder Ehebruch verstanden werden, die rechtlich unterschiedliche Folgen für den Mann und die Frau mit sich zögen, was auch mit den in den beiden Versen vorgeschlagenen Maßnahmen zum Umgang mit dieser Situation übereinstimme.
In Bezug auf die in 4:34 vorgeschlagenen drei Maßnahmen konzentrieren sich die modernen Werke vor allem auf das Verständnis von ḍaraba. Hierbei wird zunächst häufig ein Rahmen geschaffen, in dem die Ehe im Koran anhand von Versen wie 30:21 beschrieben wird. Die Grundlage einer idealen Ehe sind diesem Vers zufolge Barmherzigkeit und Liebe, was einem Verständnis von 4:34 als Erlaubnis zur Disziplinierung der Frau widerspräche. Die iranisch-amerikanische Autorin Laleh Bakhtiar übersetzt den Ausdruck mit „then, go away from them“, meint also, dass der Vers den Männern als letztes Mittel im Ehestreit nicht anempfehle, ihre Frauen zu schlagen, sondern sich von ihnen zu entfernen. Um ḍaraba richtig zu verstehen, machen die Exegeten oft eine sprachliche Analyse des Wortes im Koran oder verweisen auf die Sunna des Propheten Muhammad. Chaudhry merkt jedoch an, dass sie dabei, ähnlich wie auch die vormodernen Exegeten, vor allem diejenigen Überlieferungen in den Vordergrund stellen, die ihre Argumentation stützen und sich im Allgemeinen eher auf den Koran als auf die Sunna beziehen. Einige Gelehrte gehen sogar so weit, den Vers in Teilen oder ganz für abrogiert zu halten, da er nicht zeitgemäß auslegbar sei. Diese Ansätze, die versuchen, dem Vers eine alternative zeitgenössische Deutung zu geben, stoßen besonders in muslimischen Gemeinschaften, die von der Tradition geprägt sind, häufig auf Kritik und Ablehnung.

## Deutungen im Fiqh: Die Positionen der verschiedenen Rechtsschulen
Besonders der letzte Teil des Verses mit den Maßnahmen zum Umgang mit nušūz wird nicht nur in der Kommentarliteratur, sondern auch der islamischen Jurisprudenz (Fiqh) behandelt. Hier werden kurz die Meinungen der vier großen sunnitischen Rechtsschulen zu diesem Vers dargestellt. Die meisten vormodernen Exegeten waren selbst im Fiqh ausgebildet und verfassten teilweise auch Werke in diesem Genre, was zur gegenseitigen Beeinflussung und Überschneidungen in den beiden Disziplinen führte. Laut Chaudhry institutionalisierte die Jurisprudenz die von den Exegeten begründete Züchtigungserlaubnis des Ehemannes gegenüber seiner Ehefrau, wobei sich jede Rechtsschule auf einen anderen Aspekt konzentrierte.
Die hanafitischen Gelehrten waren im Allgemeinen bemüht, die Autorität des Mannes in der Ehe und sein Recht zur Disziplinierung seiner Frau zu wahren. Frauen seien im Gegenzug zu Unterhaltszahlungen und die Brautgabe dazu verpflichtet, ihren Männern zu gehorchen und ihre Scham bei deren Abwesenheit zu schützen. Im Falle des Ungehorsams (nušūz) habe der Mann die Pflicht, seine Frau zu disziplinieren, indem er die im Vers genannten Maßnahmen konsekutiv anwendet und aufhört, sobald sie sich einsichtig zeigt. Das Schlagen als letzte Maßnahme müsse „keine Schmerzen verursachend“ (ġair mubarriḥ) sein und dürfe keine Wunden hinterlassen. In Bezug auf die rechtliche Belangbarkeit eines Mannes, der seine Frau über diese Grenzen hinaus schlägt, gibt es verschiedene Meinungen, wobei Chaudhry feststellt, dass die hanafitischen Juristen eher die Rechte des Mannes schützten und auch exzessives Schlagen teilweise unbestraft ließen. Im Allgemeinen fehlt eine eindeutige Definition darüber, wann die Grenze von ġair mubarriḥ überschritten ist und wie mit Schlägen zu verfahren ist, die zwar keine Wunden, aber Schmerzen verursachen.
Malikitische Juristen hingegen legten ihren Fokus auf den Schutz der Frau. Der Mann habe grundsätzlich die Aufgabe, seine Frau im Falle des nušūz (z. B. sexuelle Verweigerung, Verlassen des Hauses ohne Erlaubnis etc.) zu sanktionieren, doch dürften die im Vers genannten Maßnahmen nur konsekutiv und das Schlagen nur bei sicherer Kenntnis über den nušūz der Frau angewendet werden. Zur Lösung der ehelichen Probleme und als Kontrollmechanismus gegen einen Missbrauch der Autorität des Mannes könnten Außenstehende wie der örtliche Imam, vertrauenswürdige Nachbarn oder Richter eingebunden werden. Falls der Mann seine Frau schlage und dabei bestimmte Wunden verursache, könne er bei Fahrlässigkeit zu einer Geldstrafe und bei Vorsatz zu Wiedervergeltung verurteilt werden.
Schafiiten versuchten anders als Vertreter anderer Rechtsschulen zu verdeutlichen, dass der Koranvers nicht im Widerspruch zur Sunna des Propheten stehe. So deuteten sie den Ausdruck ḍaraba als Empfehlung und nicht Befehl und rieten dazu, dem Beispiel des Propheten zu folgen und ganz davon abzusehen. Sie weiteten allerdings die Bedeutung von nušūz aus und gaben den Männern so eine breitere Grundlage, ihre Frauen zu disziplinieren: Anzeichen von nušūz wie beispielsweise ein weniger freundlicher Umgang mit dem Ehemann oder fehlende Dankbarkeit sollten ebenfalls sanktioniert werden. Schlagen sei aber erst bei handfestem nušūz (z. B. Ungehorsam, sexuelle Verweigerung, Verlassen des Hauses ohne Erlaubnis etc.) erlaubt. Diese Maßnahme dürfe nur angewendet werden, wenn der Mann von ihrer Wirkung überzeugt sei, und dürfe keine Schmerzen oder Wunden hinterlassen. Im Gegensatz zu anderen Rechtsschulen hielten die Schafiiten auch die Verwendung einer Peitsche für verboten. Wenn sich der Mann nicht an diese Regelungen halte, könne er mit einer Geldstrafe belangt werden. Ähnlich wie bei den Mālikiten war man der Auffassung, dass auch Außenstehende involviert werden könnten, wobei man es für besser hielt, Probleme innerhalb der Familie zu lösen.
Hanbalitische Gelehrte folgten im Allgemeinen den Regelungen der anderen drei Rechtsschulen. Es wird zwischen Anzeichen für und tatsächlichem nušūz unterschieden, die im Vers genannten Maßnahmen sollen konsekutiv angewendet werden, das Schlagen muss schmerzlos erfolgen und Außenstehende wie ein Richter können zur besseren Beurteilung der Lage zeitweise beim Paar wohnen, wenn beide Partner Klage einreichen. Chaudhry stellt fest, dass im Gegensatz zu den anderen Rechtsschulen jedoch eine Diskussion darüber, wie mit einem Mann zu verfahren ist, der exzessive Gewalt anwendet, weitgehend fehlt.
So wie alle vormodernen Exegeten auch, betrachten die Juristen der vier Rechtsschulen die Ehe als eine hierarchische Institution, in der der Mann das Oberhaupt ist und das Recht und sogar die Pflicht hat, seine Frau unter bestimmten Umständen zu disziplinieren. Während die Korankommentare verschiedene Deutungsmöglichkeiten für den Ausdruck wa-hǧurūhunna fi l-maḍāǧiʿi erwägen, sehen die Juristen diese Maßnahme einheitlich als „Meiden im Ehebett“ über einen bestimmten Zeitraum. Bei der Auslegung von ḍaraba konzentrieren sich die Exegeten auf die Einschränkung des Schlagens, da sie den Vers als eine Aufhebung des Wiedervergeltungsrechts innerhalb der Ehe interpretieren. In den Fiqh-Werken wird detaillierter darauf eingegangen, wann und wie Schlagen erlaubt ist und welche Konsequenzen eine Überschreitung der gesetzten Grenzen für den Mann mit sich bringt.

## Belege
1. ↑  Für weitere Details zum patriarchalen Weltbild der Exegeten siehe Chaudhry: Domestic Violence and the Islamic Tradition. 2013, S. 40.
2. ↑  Bauer: Gender Hierarchy in the Qurʾān. 2015, S. 178.
3. ↑  Bauer: Gender Hierarchy in the Qurʾān. 2015, S. 178.
4. ↑  Bauer: Gender Hierarchy in the Qurʾān. 2015, S. 178–179.
5. ↑  Chaudhry: The Ethics of Marital Discipline in Premodern Qur'anic Exegesis. 2010, S. 124.
6. ↑  Für eine Zusammenfassung der Auslegungen von 4:34 der Exegeten bis ins neunte Jahrhundert siehe Bauer: Room for Interpretation: Qur’anic Exegesis and Gender. 2008, S. 109–119.
7. ↑  Bauer: ‘Traditional’ Exegesis of Q 4:34. 2006, S. 130.
8. ↑  Vgl. at-Tabarī: Ǧāmiʿ al-bayān ʿan taʾwīl āy al-qurʾān ad Sure 4:34.
9. ↑  Für eine detaillierte Analyse der Offenbarungsanlässe zu 4:34 siehe Chaudhry: Domestic Violence and the Islamic Tradition. 2013, S. 29–39 und Marin: Disciplining Wives: A Historical Reading of Qur'ân 4:34. 2003, S. 7–12.
10. ↑  aṭ-Ṭabarī: Ǧāmiʿ al-bayān. 2001, S. 687.
11. ↑  aṭ-Ṭabarī: Ǧāmiʿ al-bayān. 2001, S. 687.
12. ↑  Dazu gehört laut einer Überlieferung von ʿAbdallāh ibn ʿAbbās, dass sie gut zur Familie ihres Mannes ist und sein Vermögen beschützt, wenn er abwesend ist. Vgl. aṭ-Ṭabarī: Ǧāmiʿ al-bayān. 2001, S. 687.
13. ↑  Bauer: Gender Hierarchy in the Qurʾān. 2015, S. 180.
14. ↑  Şeker: Koran und Gender. 2020, S. 55.
15. ↑  aṭ-Ṭabarī: Ǧāmiʿ al-bayān. 2001, S. 696–697.
16. ↑  Bauer: Gender Hierarchy in the Qurʾān. 2015, S. 2–3.
17. ↑  aṭ-Ṭabarī: Ǧāmiʿ al-bayān. 2001, S. 705–708.
18. ↑  aṭ-Ṭabarī: Ǧāmiʿ al-bayān. 2001, S. 711–713.
19. ↑  aṭ-Ṭabarī: Ǧāmiʿ al-bayān. 2001, S. 711–713.
20. ↑  az-Zamaḫšarī: al-Kaššāf. 2009, S. 234.
21. ↑  az-Zamaḫšarī: al-Kaššāf. 2009, S. 234–235.
22. ↑  az-Zamaḫšarī: al-Kaššāf. 2009, S. 235.
23. ↑  az-Zamaḫšarī: al-Kaššāf. 2009, S. 235.
24. ↑  az-Zamaḫšarī: al-Kaššāf. 2009, S. 235.
25. ↑  Marin: Disciplining Wives: A Historical Reading of Qur'ân 4:34. 2003, S. 23.
26. ↑  ar-Rāzī: at-Tafsīr al-kabīr. 1890, S. 220.
27. ↑  ar-Rāzī: at-Tafsīr al-kabīr. 1890, S. 220.
28. ↑  ar-Rāzī: at-Tafsīr al-kabīr. 1890, S. 220–221.
29. ↑  ar-Rāzī: at-Tafsīr al-kabīr. 1890, S. 221.
30. ↑  ar-Rāzī: at-Tafsīr al-kabīr. 1890, S. 221–222.
31. ↑  ar-Rāzī: at-Tafsīr al-kabīr. 1890, S. 222.
32. ↑  ar-Rāzī: at-Tafsīr al-kabīr. 1890, S. 222.
33. ↑  ar-Rāzī: at-Tafsīr al-kabīr. 1890, S. 222.
34. ↑  ar-Rāzī: at-Tafsīr al-kabīr. 1890, S. 222–223.
35. ↑  Karen Bauer untersuchte 67 Kommentare zu diesem Vers und stellt ihre Ergebnisse in ihrer Monographie Gender Hierarchy in the Qurʾān vor, die auf ihrer Dissertation mit dem Titel Room for Interpretation: Qur’anic Exegesis and Gender beruht. Auch Kathrin Klausing analysiert die Exegesen zahlreicher Kommentatoren in ihrem Buch Geschlechterrollenvorstellungen im Tafsir. 2014, S. 171–209.
36. ↑  Vgl. Bauer: Gender Hierarchy in the Qurʾān. 2015, S. 191 und Bauer: Room for Interpretation: Qur’anic Exegesis and Gender. 2008, S. 116.
37. ↑  Vgl. dazu die Auslegungen der verschiedenen Gelehrten zur qiwāma in Klausing: Geschlechterrollenvorstellungen im Tafsir. 2014, S. 178–185.
38. ↑  Bauer: Gender Hierarchy in the Qurʾān. 2015, S. 189–190.
39. ↑  Karen Bauer: Gender Hierarchy in the Qurʾān. 2015, S. 185–186.
40. ↑  So beispielsweise Muhammad at-Tāhir ibn ʿĀschūr. Vgl. Kathrin Klausing: Geschlechterrollenvorstellungen im Tafsir. 2014, S. 192.
41. ↑  Chaudhry: Domestic Violence and the Islamic Tradition. 2013, S. 47–50.
42. ↑  Bauer: Gender Hierarchy in the Qurʾān. 2015, S. 193–197.
43. ↑  Bauer: Gender Hierarchy in the Qurʾān. 2015, S. 193–194.
44. ↑  Chaudhry: Domestic Violence and the Islamic Tradition. 2013, S. 57–60.
45. ↑  Chaudhry: Domestic Violence and the Islamic Tradition. 2013, S. 8.
46. ↑  Chaudhry: Domestic Violence and the Islamic Tradition. 2013, S. 68.
47. ↑  Chaudhry: Domestic Violence and the Islamic Tradition. 2013, S. 80.
48. ↑  Bauer: Gender Hierarchy in the Qurʾān. 2015, S. 206–207.
49. ↑  Bauer: Gender Hierarchy in the Qurʾān. 2015, S. 207–211.
50. ↑  Chaudhry: Domestic Violence and the Islamic Tradition. 2013, S. 72.
51. ↑  Bauer: Gender Hierarchy in the Qurʾān. 2015, S. 212.
52. ↑  Sie legen sich mit dem König an. In: Basler Zeitung. 27. September 2016.
53. ↑  Chaudhry: Domestic Violence and the Islamic Tradition. 2013, S. 196.
54. ↑  Chaudhry: Domestic Violence and the Islamic Tradition. 2013, S. 196.
55. ↑  Ali: Sexual Ethics and Islam. 2016, S. 151.
56. ↑  Chaudhry: Domestic Violence and the Islamic Tradition. 2013, S. 196.
57. ↑  Die Mehrheit der zeitgenössischen Autoren, die sich zu diesem Thema geäußert haben, sind laut Ali Frauen. Vgl. Ali: Sexual Ethics and Islam. 2016, S. 157.
58. ↑  Chaudhry teilt die postkolonialen Gelehrten entsprechend ihrer Bindung an die Tradition in vier Gruppen ein: Traditionalisten, Neo-Traditionalisten, Progressive und Reformisten. Vgl. Chaudhry: Domestic Violence and the Islamic Tradition. 2013, S. 138–194.
59. ↑  Chaudhry: Domestic Violence and the Islamic Tradition. 2013, S. 95–96.
60. ↑  ʿAbduh und Riḍā: Tafsīr al-Qurʾān al-ḥakīm. 1947, S. 68.
61. ↑  ʿAbduh und Riḍā: Tafsīr al-Qurʾān al-ḥakīm. 1947, S. 67–70.
62. ↑  ʿAbduh und Riḍā: Tafsīr al-Qurʾān al-ḥakīm. 1947, S. 69.
63. ↑  ʿAbduh und Riḍā: Tafsīr al-Qurʾān al-ḥakīm. 1947, S. 70.
64. ↑  ʿAbduh und Riḍā: Tafsīr al-Qurʾān al-ḥakīm. 1947, S. 72.
65. ↑  ʿAbduh und Riḍā: Tafsīr al-Qurʾān al-ḥakīm. 1947, S. 73.
66. ↑  ʿAbduh und Riḍā: Tafsīr al-Qurʾān al-ḥakīm. 1947, S. 73–76.
67. ↑  ʿAbduh und Riḍā: Tafsīr al-Qurʾān al-ḥakīm. 1947, S. 75.
68. ↑  Mernissi: Der politische Harem. Mohammed und die Frauen. Freiburg 1992. S. 207.
69. ↑   Mernissi: Der politische Harem. Mohammed und die Frauen. Freiburg 1992. S. 208.
70. ↑   Mernissi: Der politische Harem. Mohammed und die Frauen. Freiburg 1992. S. 210.
71. ↑  Vgl. Mernissi: Der politische Harem. Mohammed und die Frauen. Freiburg 1992. S. 209–214.
72. ↑  Wadud: Qurʾan and Woman. 1999, S. 1–2.
73. ↑  Wadud: Qurʾan and Woman. 1999, S. 2–3.
74. ↑  Wadud: Qurʾan and Woman. 1999, S. 62.
75. ↑  Wadud: Qurʾan and Woman. 1999, S. 36–37.
76. ↑  Wadud: Qurʾan and Woman. 1999, S. 69.
77. ↑  Sure 4, Vers 7 auf www.corpuscoranicum.de
78. ↑  Wadud: Qurʾan and Woman. 1999, S. 70.
79. ↑  Wadud: Qurʾan and Woman. 1999, S. 73.
80. ↑  Wadud: Qurʾan and Woman. 1999, S. 74.
81. ↑  Wadud: Qurʾan and Woman. 1999, S. 74.
82. ↑  Wadud: Qurʾan and Woman. 1999, S. 74.
83. ↑  Wadud: Qurʾan and Woman. 1999, S. 74.
84. ↑  Wadud: Qurʾan and Woman. 1999, S. 77.
85. ↑  Sure 4, Vers 128 auf www.corpuscoranicum.de
86. ↑  Wadud: Qurʾan and Woman. 1999, S. 75.
87. ↑  Wadud: Qurʾan and Woman. 1999, S. 73.
88. ↑  Wadud: Qurʾan and Woman. 1999, S. 73.
89. ↑   Wadud: Qurʾan and Woman. 1999, S. 76.
90. ↑  Wadud: Qurʾan and Woman. 1999, S. 75.
91. ↑  Wadud: Qurʾan and Woman. 1999, S. 76.
92. ↑  Wadud: Inside the Gender Jihad 2006, S. 200.
93. ↑  Barlas: The Qur'an and Hermeneutics. 2001, S. 15–16.
94. ↑  Barlas: The Qur'an and Hermeneutics. 2001, S. 17.
95. ↑  Barlas: Believing Women in Islam. 2019, S. 186.
96. ↑  Barlas: Believing Women in Islam. 2019, S. 198–199.
97. ↑  Barlas: The Qur'an and Hermeneutics. 2001, S. 18.
98. ↑  Barlas: The Qur'an and Hermeneutics. 2001, S. 18.
99. ↑  Barlas: The Qur'an and Hermeneutics. 2001, S. 20–21.
100. ↑  Vgl. Barlas: The Qur'an and Hermeneutics. 2001, S. 21–23.
101. ↑  Barlas: Women's Readings of the Qur'an. 2006, S. 263.
102. ↑  Sure 30, Vers 21 auf www.corpuscoranicum.de
103. ↑  Barlas: Women's Readings of the Qur'an. 2006, S. 264.
104. ↑  Barlas: Believing Women in Islam. 2019, S. 188.
105. ↑  Barlas: Believing Women in Islam. 2019, S. 188–189.
106. ↑  Vgl. Ali: Sexual Ethics and Islam. 2016, S. 153.
107. ↑  Chaudhry: Domestic Violence and the Islamic Tradition. 2013, S. 201.
108. ↑  Chaudhry: Domestic Violence and the Islamic Tradition. 2013, S. 207.
109. ↑  Chaudhry: Domestic Violence and the Islamic Tradition. 2013, S. 201.
110. ↑  Chaudhry: Domestic Violence and the Islamic Tradition. 2013, S. 201 und Klausing: Geschlechterrollenvorstellungen im Tafsir. 2014, S. 235.
111. ↑  Klausing: Geschlechterrollenvorstellungen im Tafsir. 2014, S. 237.
112. ↑  Sure 30, Vers 21 auf www.corpuscoranicum.de
113. ↑  Chaudhry: Domestic Violence and the Islamic Tradition. 2013, S. 201–202.
114. ↑  Vgl. zum Beispiel El-Arabawy Hashem: Wife Beating.  2012, S. 12.
115. ↑  Vgl. Şeker: Koran und Gender. 2020, S. 67–68.
116. ↑  Chaudhry: Domestic Violence and the Islamic Tradition. 2013, S. 210.
117. ↑  Chaudhry: The Problems of Conscience and Hermeneutics. 2006, S. 159.
118. ↑  Vgl. Bauer: Gender Hierarchy in the Qurʾān. 2015, S. 256–258.
119. ↑  Chaudhry: Domestic Violence and the Islamic Tradition. 2013, S. 136.
120. ↑  Chaudhry: Domestic Violence and the Islamic Tradition. 2013, S. 95.
121. ↑  Chaudhry: Domestic Violence and the Islamic Tradition. 2013, S. 129.
122. ↑  Chaudhry: Domestic Violence and the Islamic Tradition. 2013, S. 130
123. ↑  Chaudhry: Domestic Violence and the Islamic Tradition. 2013, S. 102.
124. ↑  Chaudhry: Domestic Violence and the Islamic Tradition. 2013, S. 102–103.
125. ↑  Chaudhry: Domestic Violence and the Islamic Tradition. 2013, S. 105.
126. ↑  Chaudhry: Domestic Violence and the Islamic Tradition. 2013, S. 98, 108.
127. ↑  Chaudhry: Domestic Violence and the Islamic Tradition. 2013, S. 131.
128. ↑  Chaudhry: Domestic Violence and the Islamic Tradition. 2013, S. 98.
129. ↑  Chaudhry: Domestic Violence and the Islamic Tradition. 2013, S. 112.
130. ↑  Chaudhry: Domestic Violence and the Islamic Tradition. 2013, S. 109–110.
131. ↑  Chaudhry: Domestic Violence and the Islamic Tradition. 2013, S. 114.
132. ↑  Chaudhry: Domestic Violence and the Islamic Tradition. 2013, S. 115–116.
133. ↑  Chaudhry: Domestic Violence and the Islamic Tradition. 2013, S. 98.
134. ↑  Chaudhry: Domestic Violence and the Islamic Tradition. 2013, S. 124.
135. ↑  Chaudhry: Domestic Violence and the Islamic Tradition. 2013, S. 117–118.
136. ↑  Chaudhry: Domestic Violence and the Islamic Tradition. 2013, S. 121–122.
137. ↑  Chaudhry: Domestic Violence and the Islamic Tradition. 2013, S. 122.
138. ↑  Chaudhry: Domestic Violence and the Islamic Tradition. 2013, S. 122–123.
139. ↑  Chaudhry: Domestic Violence and the Islamic Tradition. 2013, S. 98.
140. ↑  Chaudhry: Domestic Violence and the Islamic Tradition. 2013, S. 125, 128.
141. ↑  Chaudhry: Domestic Violence and the Islamic Tradition. 2013, S. 129.
142. ↑  Chaudhry: Domestic Violence and the Islamic Tradition. 2013, S. 131.
143. ↑  Chaudhry: Domestic Violence and the Islamic Tradition. 2013, S. 130.
144. ↑  Marin: Disciplining Wives: A Historical Reading of Qur'ân 4:34. 2003, S. 29–30.
145. ↑  Chaudhry: Domestic Violence and the Islamic Tradition. 2013, S. 130.